# Historia de la virología

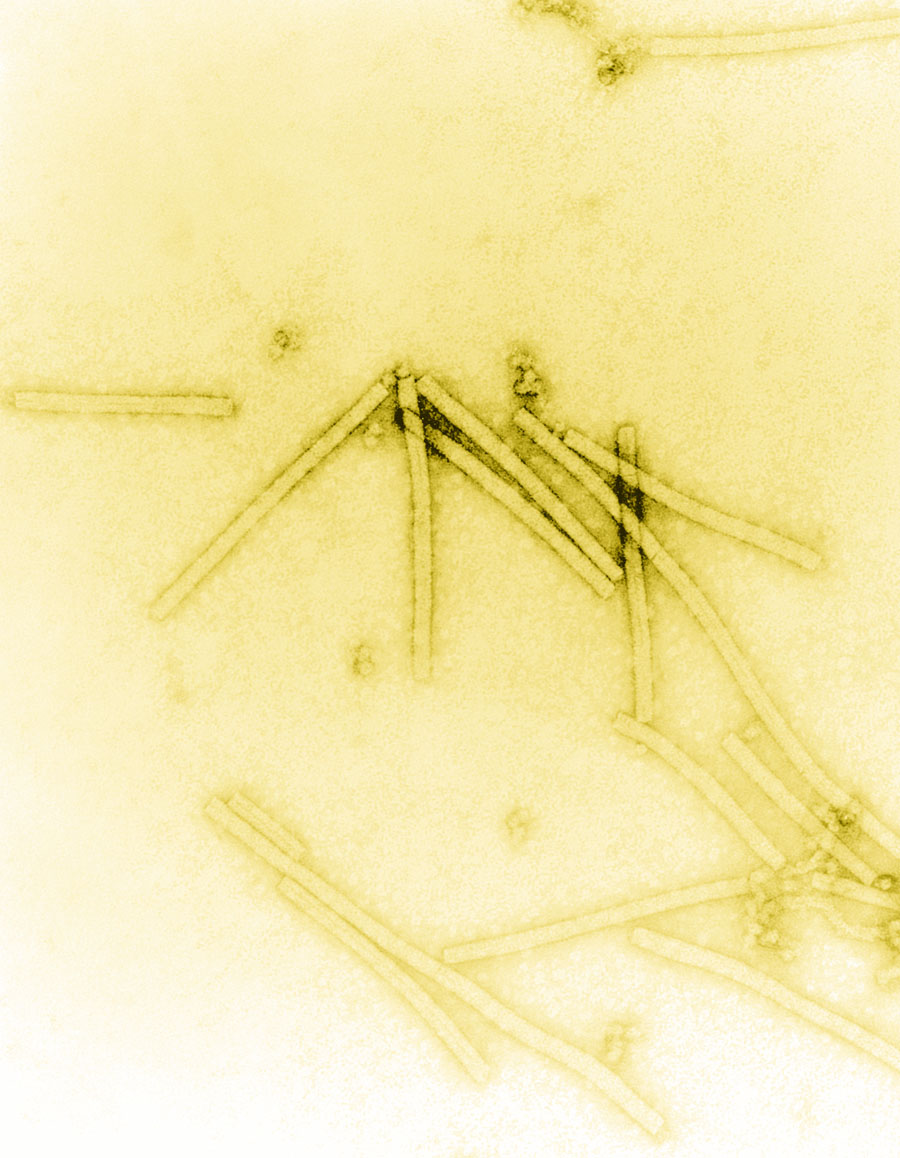
Micrografía electrónica de las partículas con forma de vara alargada del virus de mosaico de tabaco, las cuales son muy pequeñas para verse usando un microscopio de luz.

La historia de la virología —el estudio científico de los virus y de las infecciones que estos causan— comenzó a finales del siglo xix. A pesar de que Louis Pasteur y Edward Jenner desarrollaron las primeras vacunas para proteger a los humanos contra las infecciones virales, ellos no sabían que los virus existían. La primera evidencia de la existencia de los virus se tuvo gracias a experimentos realizados que involucraban filtros con poros lo suficientemente pequeños para retener bacterias. En 1892, Dmitri Ivanovski usó uno de estos filtros para mostrar que la savia de una planta de tabaco enferma permanecía contagiosa para la planta de tabaco sana a pesar de ser filtrada. Martinus Beijerinck nombró a la filtrada e infecciosa substancia un «virus» y su descubrimiento se considera que fue el inicio de la virología. El descubrimiento subsecuente y la caracterización parcial de los bacteriófagos hecho por Félix d'Herelle fue el catalizador de la especialidad de virología, y para los inicios del siglo XX diversos virus fueron descubiertos.

## Pioneros

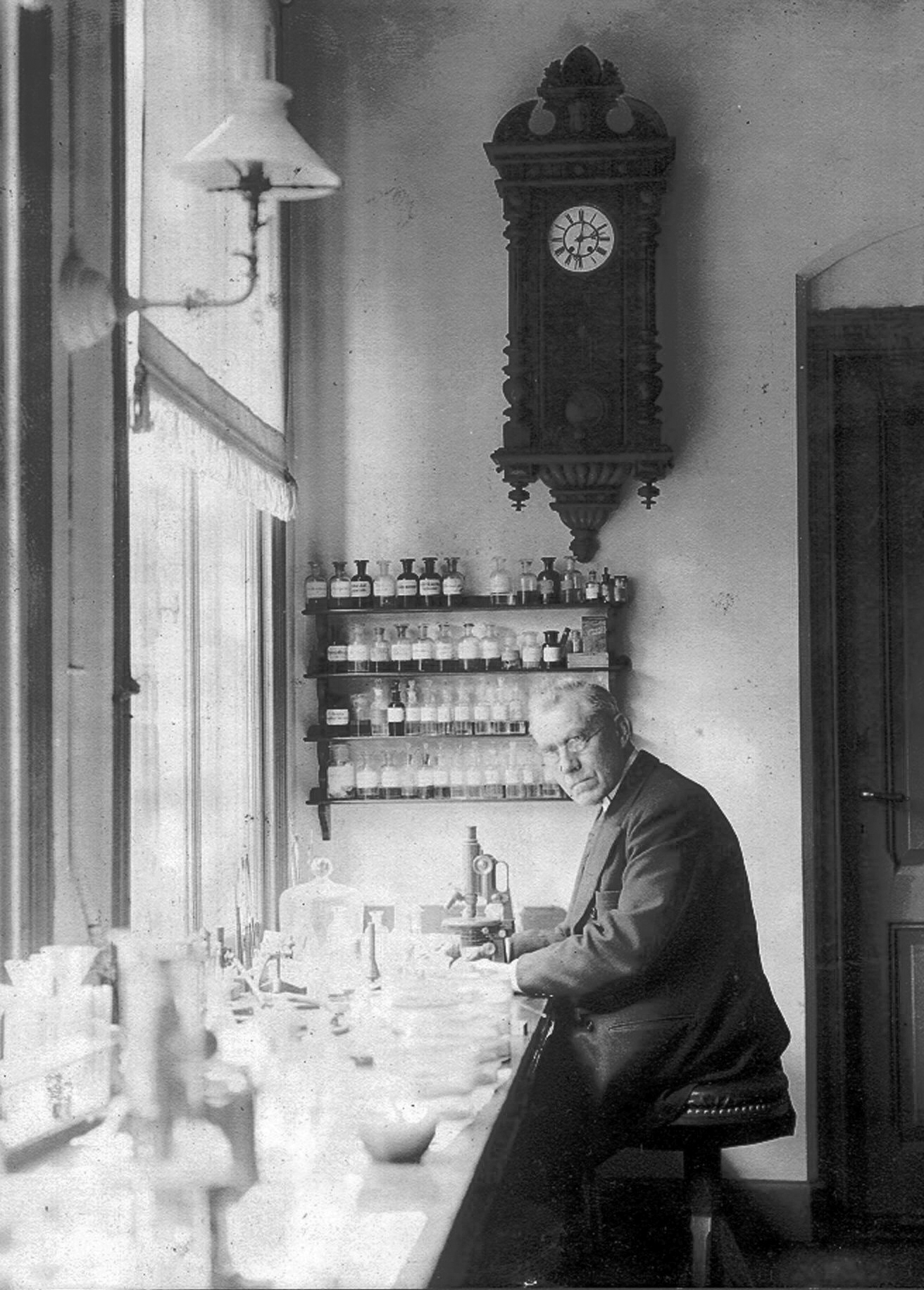
Martinus Beijerinck en su laboratorio en 1921.

A pesar de sus muchos logros, Louis Pasteur (1822–1895) fue incapaz de encontrar el agente causante de la rabia y especuló acerca de un patógeno muy pequeño como para poder ser detectado usando un microscopio. En 1884, el microbiólogo francés Charles Chamberland (1851–1931) inventó un filtro —conocido en la actualidad como el filtro de Chamberland— que tenía poros más pequeños que el tamaño de las bacterias. De este modo, Chamberland pudo pasar una solución que contenía bacterias a través del filtro, eliminando así las mismas de la solución.
En 1892, el microbiólogo ruso Dmitri Ivanovski (1864– 1920) usó el filtro de Chamberland para estudiar lo que se conoce como el virus del mosaico del tabaco. Sus experimentos demostraron que hojas molidas extraídas de una planta de tabaco infectada permanecía infecciosa incluso después de la filtración. Ivanovski sugirió que la infección pudo haber sido provocada por una toxina producida por una bacteria, pero no desarrolló esta idea.
En 1898, el microbiólogo holandés Martinus Beijerinck (1851–1931) repitió los experimentos y quedó convencido de que esa savia filtrada contenía una nueva forma de agente infeccioso. Él observó que el agente se multiplicaba solamente en células que se estaban dividiendo y lo llamó un contagium vivum fluidum (germen viviente soluble) y reintrodujo la palabra virus. Beijerinck estipuló que los virus tenían una naturaleza líquida, una teoría que fue desacreditada más adelante por el bioquímico y virólogo americano Wendell Meredith Stanley (1904–1971), el cual probó que eran partículas. En el mismo año, Friedrich Loeffler (1852–1915) y Paul Frosch (1860–1928) utilizaron un filtro similar para pasar el primer virus animal y descubrieron la causa de la fiebre aftosa del ganado.
En 1881, Carlos Finlay (1833–1915), un médico cubano, sugirió por primera vez que los mosquitos acarreaban la causa de la fiebre amarilla, teoría que fue probada por Walter Reed (1851–1902) en 1900. Durante los años de 1901 y 1902, William Crawford Gorgas (1854–1920) organizó la destrucción de los criaderos de mosquitos en Cuba, lo que disminuyó dramáticamente la permanencia de la enfermedad. Gorgas después organizó la eliminación de mosquitos en Panamá, lo que permitió la apertura del Canal de Panamá en 1914. El virus finalmente fue aislado por Max Theiler (1899–1972) en 1932, el cual terminó por desarrollar una vacuna exitosa.
En el año 1938, se sabía lo suficiente acerca de los virus para posibilitar la publicación de Filterable Viruses (Virus Filtrables), una colección de ensayos que cubría todos los virus conocidos, editados por Thomas Milton Rivers (1888–1962). Rivers, un sobreviviente de la fiebre tifoidea contraída a la edad de doce años, persiguió una carrera ilustre en la virología. En 1926, fue invitado a dar una conferencia en una reunión organizada por la Sociedad Americana de Bacteriología en donde dijo por primera vez, "aparentemente los virus obligan a los parásitos en el sentido en que su reproducción es dependiente de las células vivas."
La noción de que los virus eran partículas no fue considerada antinatural y encajaba con la teoría microbiana de la enfermedad (teoría de los gérmenes). Se asume que el Dr. J. Buist de Edimburgo fue la primera persona que vio partículas de virus en 1886, cuando reportó ver "micrococci" en una vacuna linfática, aunque probablemente lo que observó fue cúmulos de vaccinia. En los años consecutivos, dada la mejora de los microscopios ópticos, "cuerpos inclusivos" fueron vistos en diversas células infectadas por virus, pero estos agregados de las partículas de virus seguían siendo muy pequeños para revelar una estructura específica. No fue hasta la invención del microscopio electrónico en 1931 por los ingenieros alemanes Ernst Ruska (1906–1988) y Max Knoll (1887–1969), que las partículas de virus, especialmente los bacteriófagos, mostraron tener estructuras complejas. Los tamaños de los virus determinados usando este nuevo microscopio encajaba con los estimados en los experimentos de filtración. Se esperaba que los virus fueran pequeños, sin embargo el rango de tamaños fue toda una sorpresa. Algunos virus un poco más pequeños que la bacteria más pequeña, y los virus más pequeños tenían un tamaño similar al de las moléculas orgánicas complejas.
En 1935, Wendell Stanley examinó el virus del mosaico del tabaco y encontró que estaba hecho en su mayoría de proteína. En 1939, Stanley y Max Lauffer (1914) separaron el virus en la proteína y el ácido nucleico, el cual más adelante fue especificado como RNA por el becario de post doctorado de Stanley, Hubert S. Loring. El descubrimiento de las partículas de RNA fue importante dado que en 1928, Fred Griffith (c.1879–1941) proporcionó la primera evidencia de que el ADN formaba genes.
En el tiempo de Pasteur, y muchos años más después de su muerte, la palabra "virus" fue usada para describir cualquier causa de una enfermedad infecciosa. Muchos bacteriólogos pronto descubrieron la causa de numerosas infecciones. No obstante, algunas infecciones permanecen, muchas de ellas son terribles, de las cuales no se halló un causante bacteriano. Estos agentes eran invisibles y solo podían crecer en animales vivos. El descubrimiento de los virus fue la llave que abrió la puerta que contenía los secretos de las causas de estas misteriosas enfermedades. A pesar de que los postulados de Koch no fueron cumplidos por muchas de estas infecciones, esto no detuvo a los pioneros de la virología de buscar los virus en infecciones de las cuales no se encontraba la causa.

## Bacteriófagos

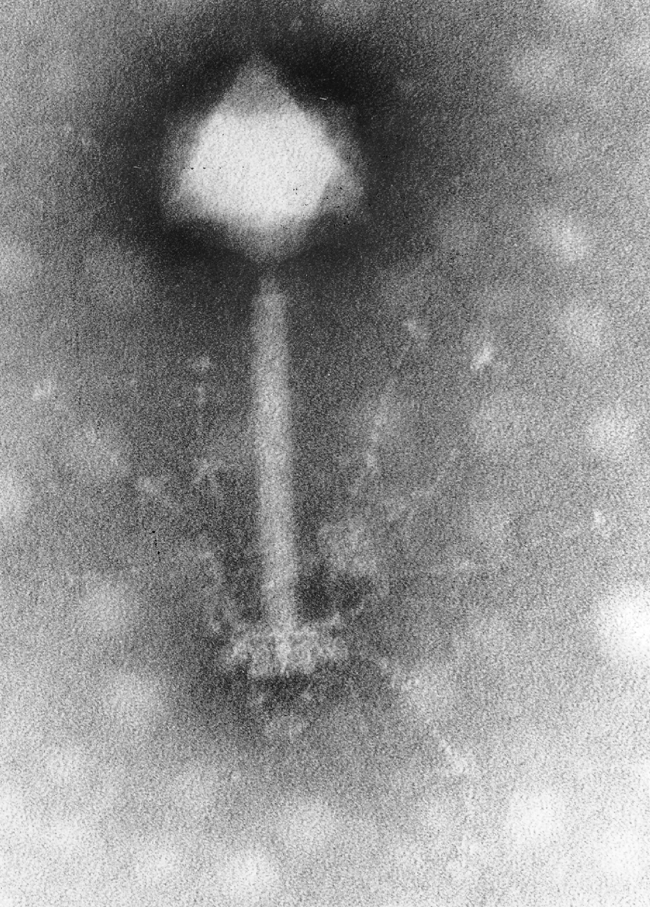
Bacteriófago.

### Descubrimiento
Los bacteriófagos son los virus que infectan y se replican en las bacterias. Estos fueron descubiertos a principios del siglo XX, por el bacteriólogo inglés Frederick Twort (1877–1950). Sin embargo antes de este tiempo, en 1896, el bacteriólogo Ernest Handbury Hankin (1865–1939) reportó que había algo en el agua del Río Ganges que podía matar Vibrio cholerae – el causante del cólera. Ernest afirmaba que lo que estuviese en el agua podía pasarse a través de los filtros que removían bacteria pero se destruía al hervir agua. Twort descubrió la acción de los bacteriófagos en la bacteria staphylococci. él notó que cuando ponía a crecer la bacteria en un agar nutritivo algunas colonias se veían acuosas o "vidriosas". Él colectó algunas de estas colonias acuosas y las pasó a través del filtro de Chamberland para remover la bacteria y descubrió que cuando el filtrado se añadió a un cultivo fresco de bacteria, estas también se volvían acuosas. Él propuso que el agente podría ser "una ameba, un virus ultra microscópico , un protoplasma vivo, o una enzima con el poder de crecer".
Félix d'Herelle (1873–1949) fue un francocanadiense microbiólogo autodidacta. En 1917 descubrió que "un antagónico invisible", cuando se añadía a un medio de bacteria con agar, producía áreas de bacteria muerta. El antagonista, ahora conocido como un bacteriófago, podía pasar a través del filtro de Chamberland. Diluyó con exactitud una suspensión de estos virus y descubrió que la dilución mayor (con menor concentración de virus), en lugar de matar todas las bacterias, formó áreas discretas de organismos muertos. Contando estas áreas y multiplicando por el factor de dilución, le permitió a Félix calcular el número de los virus en la suspensión original. Félix d'Herelle se dio cuenta de que descubrió una nueva forma de virus y más tarde inventó el término "bacteriófago". Entre los años 1918 y 1921, d'Herelle descubrió diferentes tipos de bacteriófagos que podrían infectar otras especies de bacteria incluyendo Vibrio cholerae. Los bacteriófagos fueron proclamados como posibles fuentes de tratamiento para enfermedades tales como la tifoidea y la cólera, pero este prometedor futuro fue olvidado con el desarrollo de la penicilina. A principios del año de 1970, las bacterias continuaron desarrollando resistencia a los antibióticos,  como a la penicilina, y esto condujo a un interés renovado por el uso de los bacteriófagos para tratar infecciones serias.

### Investigación de 1920 a 1940
D'Herelle viajó mucho para promover el uso de bacteriófagos en el tratamiento de infecciones bacterianas. En 1928, se convirtió en profesor de biología en Yale y fundó varios institutos de investigación. Él estaba convencido de que los bacteriófagos eran virus a pesar de la oposición establecida por los bacteriólogos, como el ganador del premio Nobel Jules Bordet (1870–1961). Bordet argumentaba que los bacteriófagos no eran virus, simplemente eran enzimas liberadas de bacteria "lisogénica". Él dijo "el mundo invisible de Félix d'Herelle no existe". Sin embargo en 1930, la prueba de que los bacteriófagos eran virus fue aportado por Christopher Andrewes (1896–1988) en colaboración con más científicos. Ellos mostraron que estos virus diferían en tamaño y en sus propiedades químicas y serológicas. En 1940, la primera micrografía de electrones de un bacteriófago fue publicada y esto silenció a los escépticos que argumentaban que los bacteriófagos eran simples enzimas y no un virus. Numerosos tipos de bacteriófagos se descubrieron rápidamente y mostraron infectar a las bacterias en donde quiera que se encontraran. No obstante esta investigación temprana fue interrumpida por la Segunda Guerra Mundial. Incluso d'Herelle fue silenciado. A pesar de ser ciudadano canadiense, fue internado por el Régimen de Vichy hasta el final de la guerra.

### La era moderna
El conocimiento acerca de los bacteriófagos incrementó en los años cuarenta, seguido de la formación del Grupo Fago (Phage Group) por científicos estadounidenses. Entre los miembros de dicho grupo se encontraba Max Delbrück (1906–1981) el cual fundó un curso acerca de los bacteriófagos en el Laboratorio Cold Spring Harbor. Otros miembros clave del Grupo Fago fueron Slavador Luria (1912–1991) y Alfred Hershey (1908–1997). Durante los años cincuenta, Hershey y Chase hicieron importantes descubrimientos en el proceso de replicación del ADN durante sus estudios enfocados en un bacteriófago nombrado T2. Hershey, Chase y Delbrück fueron galardonados en 1969 con el premio Nobel de fisiología o medicina por "sus descubrimientos respecto al mecanismo de replicación y la estructura genética de los virus". Desde entonces, el estudio de los bacteriófagos ha facilitado el conocimiento en los reguladores génicos, en el mecanismo usado para introducir genes exógenos a una bacteria y en muchos otros mecanismos fundamentales de la biología molecular.

## Los virus en las plantas
En el año de 1882, Adolf Mayer (1843–1942) describió una condición en las plantas de tabaco, la cual llamó "enfermedad de tipo mosaico" ("mozaïkziekte"). Las plantas enfermas tenían hojas abigarradas con manchas. Él excluyó la posibilidad de una infección micótica y no pudo detectar bacteria alguna; especuló que una "especie de enzima soluble estaba involucrada". Mayer no desarrolló esta idea, fue el experimento de filtración realizado por Ivanovsky y Beijerinck que sugirió que la causa era un agente infeccioso desconocido. Después de que el mosaico del tabaco fue reconocido como una enfermedad viral, las infecciones virales de muchas otras plantas fueron descubiertas por igual.
La importancia del virus del mosaico del tabaco en la historia de los virus no puede ser subestimado, fue el primer virus descubierto y el primer en ser cristalizado para mostrar su estructura en detalle. Las primeras imágenes de la cristalografía de rayos X del virus cristalizado fue obtenida por Bernal y Fankuchen en 1941. Con base en sus imágenes, Rosalind Franklin descubrió la estructura completa del virus en 1955. En el mismo año, Heinz Fraenkel-Conrat y Robley Williams mostraron que el RNA del virus del mosaico del tabaco purificado y su cápside vírica pueden agruparse para formar virus funcionales, sugiriendo que este simple mecanismo fue probablemente la forma en la que los virus fueron creados en las células huésped.
Alrededor del año de 1935 se pensaba que muchas enfermedades de las plantas eran causadas por virus. En 1922, John Kunkel Small (1869–1938) descubrió que los insectos podían actuar como vectores y transmitir los virus a las plantas. En la década siguiente se mostró que muchas enfermedades de las plantas eran causadas por virus transportados por insectos. En 1939, Francis Holmes, un pionero en la virología vegetal, describió 129 virus que les causaban enfermedades a las plantas. La agricultura modera e intensiva provee de un medio ambiente abundante para muchos virus vegetales. En 1934, en Kansas, el 7% del sembradío de trigo fue destruido por el virus del mosaico del trigo manchado. El virus fue esparcido por ácaros llamados Aceria tulipae.
En 1970, el virólogo ruso Joseph Atabekov descubrió que muchos virus de las plantas solo infectan a especies únicas de la planta huésped. El Comité Internacional de Taxonomía de Virus actualmente reconoce más de 900 virus vegetales.

## ElsigloXX
A finales del siglo XIX, se categorizaron los virus en términos de su infectividad, su habilidad para ser filtrado y los requisitos que debe tener el huésped. Durante el término del siglo XIX, se creía que los virus solo han crecían en plantas y animales, sin embargo en 1906, Ross Granville Harrison (1870–1959) inventó un método para crecer tejido en linfas, y en 1913 E. Steinhardt, C. Israeli y R.A. Lambert usaron este método para crecer un virus vacuna en fragmentos de tejido corneal de conejillos de indias. En 1928, H.B. y M.C. Maitland crecieron el virus vacuna en suspensiones de hígado de gallina molido. Este método no fue propiamente reconocido hasta que en los años cincuenta el poliovirus fue desarrollado en grandes proporciones para la producción de vacunas. Entre los años de 1941 y 1942, George Hirst (1909–94) desarrolló un ensayo basado en la hemaglutinación para cuantificar una gran variedad de virus, así como anticuerpos específicos en suero.

### Influenza

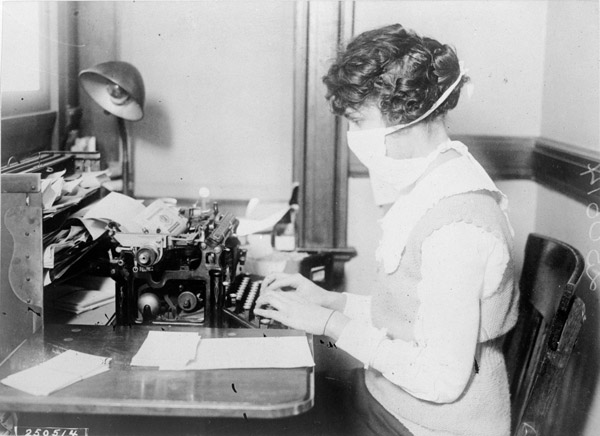
Una mujer trabajando durante la epidemia de influenza de 19-18-1919. La máscara ofrecía mínima protección.

A pesar de que el virus de influenza, que causó la pandemia de influenza en 1918-1919, no fue descubierto sino hasta los años treinta, la descripción de la enfermedad y su investigación subsecuente comprobaron que este fue la causa. La pandemia causó alrededor de 50 millones de muertes en menos de un año, no obstante la prueba de que fue causada por un virus no fue obtenido sino hasta 1933. Haemophilus influenzae es una bacteria oportunista que comúnmente prosigue a las infecciones de influenza; esto causó que el bacteriólogo alemán Richard Pfeiffer (1858–1945) concluyera de manera errónea que esta bacteria era la causa de la influenza. Un gran acontecimiento ocurrió en 1931 cuando el patólogo americano Ernest William Goodpasture creció el virus de influenza y otros virus en huevos fertilizados de pollos. En un principio identificó un mecanismo enzimático asociado con la partícula del virus, después caracterizado como neuraminidasa, esta fue la primera demostración de que un virus podía contener enzimas. Frank Macfarlane Burnet demostró a inicios de los años cincuenta que los virus recombinan en altas frecuencias y después Hirst dedujo que tenían un genoma segmentado.

### Poliomielitis
En 1949, John F. Enders (1897–1985), Thomas Weller (1915–2008) y Frederick Robbins (1916–2003) lograron crecer un virus de polio en células cultivadas de embriones humanas, el primer virus que fue cultivado sin usar tejido animal sólido o huevos. Las infecciones de poliovirus en su mayoría causan ligeros síntomas. Esto no se sabía hasta que el virus fue aislado in células cultivadas y muchas personas demostraron tener ligeras infecciones que no conducían al tener poliomielitis. Sin embargo, a diferencia de otras infecciones virales, la incidencia de polio - en su forma de infección más severa- incrementó en el siglo XX y alcanzó proporciones máximas alrededor del año de 152. La invención de un sistema de cultivo celular para crecer el virus le permitió a Jonas Salk (1914–1995) hacer una vacuna efectiva contra la poliomielitis.

### Virus de Epstein–Barr
Denis Parsons Burkitt (1911–1993) nació en Enniskitlen, Irlanda. Fue el primero en describir un tipo de cáncer que fue nombrado el linfoma de Burkitt en su honor. Este tipo de cáncer fue endémico en África ecuatorial y fue la malignidad más común en infantes a principios de los años sesenta. En un intento de encontrar la causa del cáncer, Burkitt envió células del tumor a Anthony Epstein (b. 1921), un virólogo británico, el cual junto con Yvonne Barr y Bert Achong (1928–1996), después de muchos intentos fallidos, descubrieron virus que semejan el virus del herpes en el fluido que rodea las células. Más tarde, se mostró que el virus previamente desconocido era un tipo de virus del herpes, el cual fue nombrado el virus de Epstein-Barr. Sorprendentemente, el virus de Epstein-Barr es una infección muy común y relativamente leve en los europeos. La razón por la cual puede resultar en una devastadora enfermedad en africanos no se ha descubierto del todo, empero la inmunidad reducida causada por la malaria puede ser la culpable. El virus de Epstein-Barr es muy importante en la historia de los virus por ser el primer virus que demostró ser causa de cáncer en los humanos.

### Finales delsigloXX

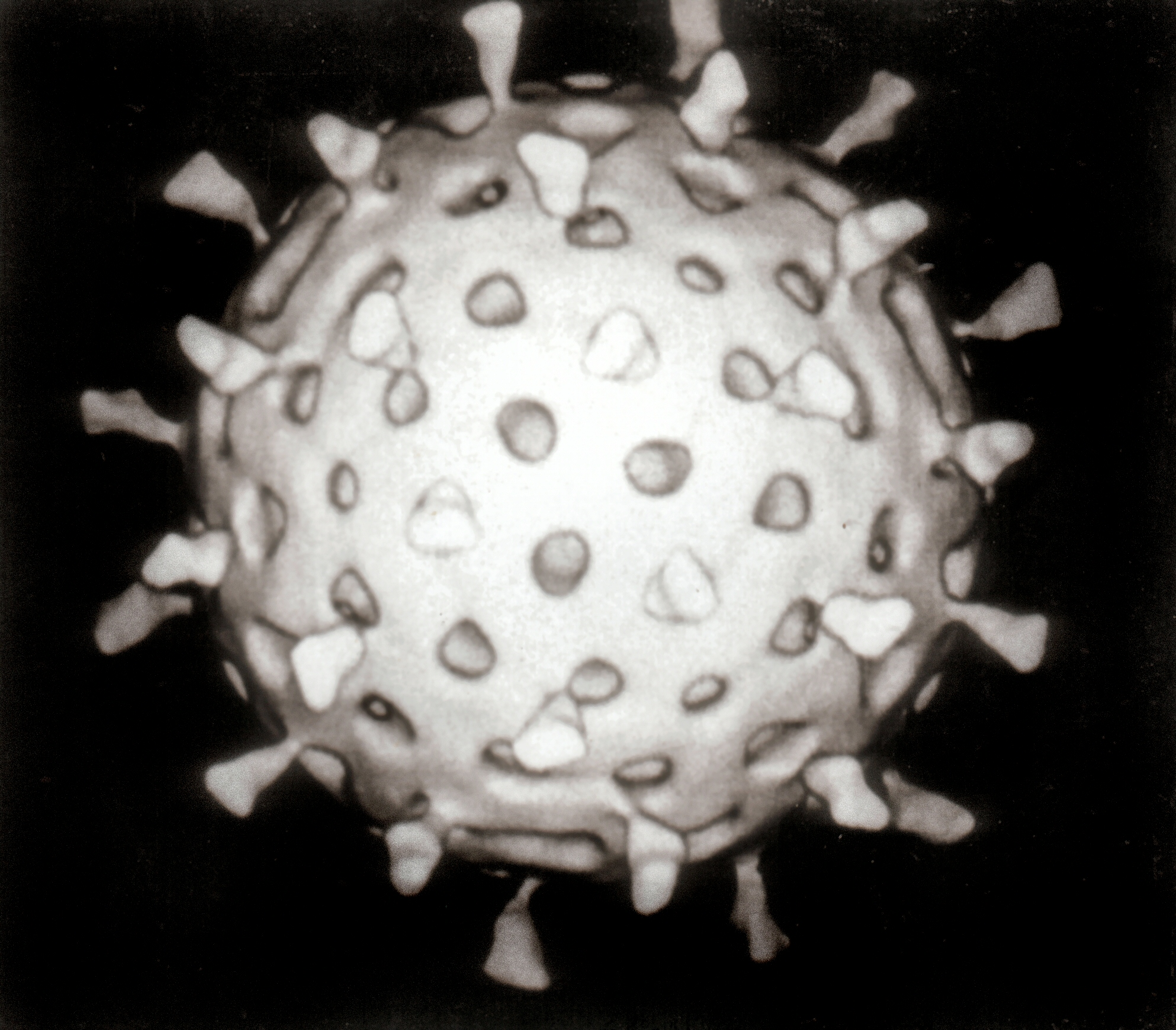
Una partícula de un rotavirus

La segunda mitad del siglo XX fue la era dorada en el descubrimiento de virus y la mayor parte de los 2,000 virus reconocidos en especies de animales, plantas y bacterias fueron descubiertos durante estos años. En 1946, la diarrea viral bovina fue descubierta, el cual es posiblemente el patógeno más común de rumiantes en el mundo, y en 1957, el virus arteriviridae fue descubierto. En los años cincuenta, los adelantos en el aislamiento de virus y métodos de detección resultaron en el descubrimiento de varios virus humanos importantes incluyendo el virus varicela-zóster, el virus paramyxoviridae, - el cual incluía el virus de sarampión, y el virus sincital respiratorio- y los rhinovirus que causan el resfriado común. En los años sesenta más virus fueron descubiertos. En 1963, el virus de hepatitis B fue descubierto por Baruch Blumberg (b. 1925), y en 1965, Howard Temin (1934–1994) describió el primer retrovirus. La transcriptasa inversa, la enzima clave que usan los retrovirus para traducir su ARN en ADN, fue primeramente descrita en 1970, de manera independiente por Howard Temins y David Baltimore (b. 1938). Esto fue importante para el desarrollo de los antivirales - la clave en el momento crucial de la historia de las infecciones virales. En 1983, Luc Montagnier (b. 1932) y su equipo en el Instituto Pasteur en Francia, aislaron por primera vez el retrovirus ahora llamado VIH. Nuevos virus y cepas de virus fueron descubiertas en cada década de la segunda mitad del siglo XX. Se ha continuado con estos descubrimientos en el siglo XI dado que nuevas enfermedades virales como SARS y el henipavirus han surgido. A pesar de los logros alcanzados por los científicos en los pasados 100 años, los virus siguen presentando nuevas amenazas y desafíos.
| Año  | Virus                                         | Referencias   |
| ---- | --------------------------------------------- | ------------- |
| 1908 | Poliovirus                                    | [ 74 ]        |
| 1911 | Virus del sarcoma de Rous                     | [ 75 ]        |
| 1915 | Bacteriófago de estafilococos                 | [ 19 ]        |
| 1917 | Bacteriófago de shigellas                     | [ 19 ]        |
| 1918 | Bacteriófago de salmonelas                    | [ 21 ]        |
| 1927 | Virus de la fiebre amarilla                   | [ 76 ]        |
| 1930 | Virus de la encefalitis equina occidental     | [ 77 ]        |
| 1933 | Virus de la encefalitis equina del este       | [ 77 ]        |
| 1934 | Virus de la parotiditis                       | [ 78 ]        |
| 1935 | Virus de la encefalitis japonesa              | [ 79 ]        |
| 1943 | Virus del dengue                              | [ 80 ]        |
| 1949 | Enterovirus                                   | [ 81 ]        |
| 1952 | Virus varicela-zóster                         | [ 62 ]        |
| 1953 | Adenoviridae                                  | [ 82 ]        |
| 1954 | Virus del sarampión                           | [ 64 ]        |
| 1956 | Paramyxoviridae, rinovirus                    | [ 63 ] [ 65 ] |
| 1958 | Viruela de los monos                          | [ 83 ]        |
| 1962 | Virus de la rubéola                           | [ 84 ]        |
| 1963 | Virus de la hepatitis B                       | [ 85 ]        |
| 1964 | Virus de Epstein-Barr                         | [ 86 ]        |
| 1965 | Retroviridae                                  | [ 87 ]        |
| 1966 | Virus de la fiebre de Lassa                   | [ 88 ]        |
| 1967 | Virus de la fiebre hemorrágica de Marburgo    | [ 89 ]        |
| 1972 | Norovirus                                     | [ 90 ]        |
| 1973 | Rotavirus, virus de la hepatitis A            | [ 91 ] [ 92 ] |
| 1975 | Parvovirus humano B19                         | [ 93 ]        |
| 1976 | Virus del Ébola                               | [ 94 ]        |
| 1980 | Virus linfotrópico de células T humanas-1     | [ 95 ]        |
| 1982 | Virus linfotrópico de células T humanas-2     | [ 95 ]        |
| 1983 | VIH                                           | [ 96 ]        |
| 1986 | Herpesvirus humano 6                          | [ 97 ]        |
| 1989 | Virus de la hepatitis C                       | [ 98 ]        |
| 1990 | Virus de la Hepatitis E, Herpesvirus humano 7 | [ 99 ]        |
| 1994 | Henipavirus                                   | [ 100 ]       |
| 1997 | Anelloviridae                                 | [ 101 ]       |